# اختبار ربط قليل النيوكليتيد
اختبار ربط قليل النيوكليتيد (SOLiD) هو إحدى تقنيات الجيل التالي من تسلسل الحمض النووي المتطورة في تقنيات الحياة وبدأ تداولها تجاريًا منذ عام 2008. وقد نتجت تكنولوجيا الجيل التالي المذكورة عن مئات الملايين والمليارات من السلسلة الصغيرة التي تقرأ في آن واحد.
لا يجب الغلط بين هذه الطريقة و"التسلسل بالتركيب"، وهو المبدأ الذي استخدمه روش-454 في سلسلة البايرو (ظهرت في عام 2005، -مما نتج عن 200-400bp تقرأ في 2009)، ونظام سوليكسا (يمتلكه الآن إليمينا) (ظهر في عام 2006، وقد نتج عن مئات الملايين من 50-100bp تقرأ في 2009)
خفضت هذه الأساليب التكلفة من 0.01 دولار/قاعدة في عام 2004 لما يقرب من 0.0001 دولار/قاعدة في عام 2006 وزيادة تسلسل القدرة من 1,000,000 قاعدة/آلة/يوم في عام 2004 لما يزيد عن 5,000,000,000 قاعدة/آلة/يوم في عام 2009. هناك أكثر من 30 مقالة تصف أول استخدام لها لتحديد مواقع الجسم النووي من فالويوف وآخرين ملفات التعريف أو العقدة الحساسة لتسلسل الحمض النووي الحساس المعقد مع كلونان وآخرين، ملف التعريف الذي يصف الخلية المفردة مع تانج وآخرين وأخيرًا إعادة حسبة التسلسل البشري مع مكيرنان وآخرين.

## الكيمياء
يتم تحضير مكتبة أجزاء الحمض النووي من العينة لإدراجها في التسلسل وتُستخدم لتحضير الخرز النسيلي للسكان. وهذا هو النوع الواحد من الجزء الموجود دون غيره على سطح جميع الخرز المغنطيسي. تحتوي الأجزاء الملحقة بالخرز المغناطيسي على سلسلة المحول P1 الملحقة، ولذلك فإن سلسلة البداية لكل جزء تكون معلومة ومتطابقة. يحدث مستحلب تفاعل البوليميراز المتسلسل في المفاعلات الصغيرة التي تحتوي على جميع المواد الكاشفة اللازمة لتفاعل البوليميراز المتسلسل. ثم تُقيد منتجات تفاعل البوليميراز المتسلسل المرفقة بالخرز بشريحة الزجاج.
ثم تنتج المادة المتفجرة الرئيسية سلسلة المحول P1 في قالب المكتبة. تنافس مجموعة مجسات القاعدة المترابطة بالتألق على ربط تسلسل المادة المتفجرة الرئيسية. تتحقق خصوصية مسبار عن طريق فحص القاعدة الأولى والثانية لكل تفاعلات الربط. تُنفذ العديد من دورات الربط والفحص والانقسام بعدد من الدورات التي تحدد طول القراءة في النهاية. عقب أي سلسلة من دورات الربط، يتم حذف منتج التمديد ويعيد القالب إعادة التعيين مع المكملة الأولية لموقع n-1 لجولة ثانية من دورات الربط.
تكتمل الجولات الخمس لإعادة تعيين فتيلة التفجير لكل علامة تسلسل. خلال عملية إعادة تعيين فتيلة التفجير، تم فحص القواعد في اثنين من تفاعلات الربط المستقلة عن طريق اثنين من المتفجرات المختلفة. على سبيل المثال، تُفحص القاعدة في موقع القراءة 5 عن طريق عدد التفجير رقم 2 في دورة الربط 2 وعن طريق عدد التفجير 3 في دور الربط 1.

## الإنتاجية والدقة
وفقًا لأيه بي آي، ينتج برنامجالتسلسل عن طريق ربط قليل النيوكليتيد 3 بلاس 60 قاعدة بيانات بريميوم من بيانات الحمض النووي المستخدم لكل تشغيل. نتيجة لنظام ترميز القاعدة الثانية، يثبت الفحص الدقيق الكامن في التكنولوجيا وينتج عن 99.94% من الدقة. تعني كيمياء الأنظمة أيضًا عدم إعاقتها بواسطة المبلمرات المتجانسة المغايرة لنظام روش 454 FLX ولا تعد مناطق إعادة المبلمر المتجانس الطويل أو الصعب مشاكل في التسلسل.

## التطبيقات
بطبيعة الحال، تُستخدم هذه التقنية لسلسلة الحمض النووي، ولكن نتيجة للطبيعة المتوازية لجميع تقنيات الجيل التالي، فإنها تتضمن أيضًا تطبيقات الترنسكربيتوم وعلوم الإبيجينوم.
تعد المصفوفات الدقيقة الدعامة الأساسية لعالم الترنسكربيتوم للسنوات العشر الأخيرة وقد تفرعت التكنولوجيا القائمة على المجموعة لمجالات أخرى. ولكنها محدودة فقط على هذه المعلومات الممكن الحصول عليها للمسابر الموجودة على الشريحة. لا يمكن الحصول إلا على المعلومات المتوافرة في الشريحة عن الكائنات الحية سويةً مع مشاكل التهجين لأعداد كبيرة من الجزيئات (اختلاف درجة حرارة الهجين).
تعني الترنسكربيتوم عن طريق تسلسل الجيل القادم أن هذه الحواجز لم تعد صحيحة. يمكن تسلسل الترنسكربيتوم الكامل للكائن الحي في جولة واحدة (لكل العوامل الوراثية البكتيرية الصغيرة) ولن يتوقف على تحديد كل ترنسكربيتوم متاح ولكن تنميط التعبير ممكنة مثل القراءات الكمية الممكن تحقيقها أيضًا.
الترسيب المناعي للكروماتين (ChIP) هو وسيلة لتحديد عامل الانتساخ المقيد للمواقع وتفاعلات بروتين الحمض النووي. وقد كان مدمجًا مع مجموعة تكنولوجيا (ChIP-chip) مع بعض النجاح. يمكن تطبيق تسلسل الجيل القادم أيضًا في هذا المجال. يمكن أيضًا تنفيذ ترسيب الميثلة (MeDIP) وفي مجموعات أيضًا.
تعد القدرة على معرفة المزيد عن الميثلة وتي إف مواقع الربط على نطاق الجينوم أحد الموارد القيمة ويمكننا تعلم الكثير منه عن المرض والبيولوجيا الجزيئية بشكل عام.

## كتابات أخرى
- Mardis ER (2008). "Next-generation DNA sequencing methods". Annual Review of Genomics and Human Genetics. ج. 9: 387–402. DOI:10.1146/annurev.genom.9.081307.164359. PMID:18576944.
- Mardis ER (2009). "New strategies and emerging technologies for massively parallel sequencing: applications in medical research". Genome Medicine. ج. 1 ع. 4: 40. DOI:10.1186/gm40. PMC:2684661. PMID:19435481.{{استشهاد بدورية محكمة}}:  صيانة الاستشهاد: دوي مجاني غير معلم (link)

## وصلات خارجية
- "The SOLiD 3 System: Enabling the Next Generation of Science" (PDF). Life Technologies. 2009. مؤرشف من الأصل (PDF) في 2014-12-12.
- "The SOLiD 3 Plus System". Life Technologies. 2009. مؤرشف من الأصل في 2012-03-01.

قالب:شريط بوتبات